# Hideto Matsumoto
Hideto Matsumoto (jap. 松本秀人 Matsumoto Hideto; ur. 13 grudnia 1964 w Yokosuce w prefekturze Kanagawa, zm. 2 maja 1998 roku), znany pod pseudonimem hide (jap. ヒデ) – japoński muzyk rockowy, gitarzysta i kompozytor w grupach X JAPAN (dawniej znana jako: X), hide with Spread Beaver i zilch.

## Życiorys
Hideto urodził się 13 grudnia 1964 roku w Yokosuka w prefekturze Kanagawa. Swój pierwszy kontakt z rockiem zawdzięcza przyjacielowi, który pokazał mu album Alive II zespołu KISS. Wkrótce potem otrzymał od babci używaną gitarę Gibson Les Paul Deluxe.
W 1981 roku założył zespół Sabre Tiger. Rok po założeniu zaczęli grać koncerty w klubach w rodzinnym mieście, takich jak Rock City. W kwietniu 1983 roku rozpoczął studia kosmetologii i mody na Hollywood University of Beauty and Fashion w Roppongi, które ukończył w 1985 roku. W 1986 r. zespół zmienił nazwę na Saver Tiger. Kapela nigdy nie miała stałego składu. 28 stycznia 1987 roku Saver Tiger dał swój ostatni występ w Meguro Rokumeikan, po czym grupa została rozwiązana. Rozczarowanie hide w tamtym czasie było tak wielkie, że postanowił porzucić muzykę i zarabiać na życie jako fryzjer.
Jednak niedługo po tym został zaproszony do przyłączenia się do nowo powstałego zespołu X (X Japan). Razem z Toshim, Yoshikim, Patą i Taijim stał się gwiazdą japońskiej sceny muzycznej. W ciągu zaledwie dwóch lat pracy w X, hide stał się powszechnie znane w całym kraju. Byli także jednymi z pierwszych japońskich zespołów, które odniosły sukces jako członek niezależnej wytwórni, następnie zostali powszechnie uznawani za jednego z pionierów nurtu visual kei.
5 sierpnia 1993 roku hide rozpoczął karierę solową. Na początku wydał dwa single „Eyes Love You” i „50% & 50%” oraz jeden album „Hide Your Face”. Single zajęły kolejno 3. i 6. miejsce, a album 1. miejsce na liście Oricon. W następnych latach hide wydał kolejne dwa albumy „Psyence” i „Tune-Up”. Założył studio nagraniowe oraz firmę LEMONed skupiającą grupy tworzące muzykę w podobnym stylu.
W 1996 roku hide rozpoczął projekt zilch. Projekt powstał wspólnie z amerykańskimi i brytyjskimi muzykami. W ten sposób hide chciał zdobyć fanów na całym świecie.
We wrześniu 1997 roku X JAPAN ogłosili rozpad po odejściu Toshiego. X rozwiązali się po koncercie „THE LAST LIVE” w Tokyo Dome 31 grudnia tego samego roku.
W styczniu 1998 roku hide with Spread Beaver solowy projekt hide wypuścił swój pierwszy singel „ROCKET DIVE”, a kilka dni przed wydaniem drugiego singla „Pink Spider” świat obiegła wiadomość o śmierci Hideto ‘hide’ Matsumoto. W tym samym roku Spread Beaver wypuściło album „Ja, Zoo”, na którym znalazło się kilka utworów, w których tworzeniu miał udział hide. W tym samym roku grupa rozpoczęła trasę koncertową bez swojego wokalisty i lidera. Wszystkie koncerty odbyły się przed kompletem publiczności.

### Śmierć
2 maja 1998 roku, po nocy spędzonej na piciu, hide został znaleziony w łazience z ręcznikiem owiniętym wokół szyi przywiązanym do klamki drzwi w swoim apartamencie. Kiedy znaleziono go nieprzytomnego około godziny 7:30, został przewieziony do Centrum Medycznego Japońskiego Czerwonego Krzyża w Hiroo, gdzie o godzinie 8:52 stwierdzono jego zgon.

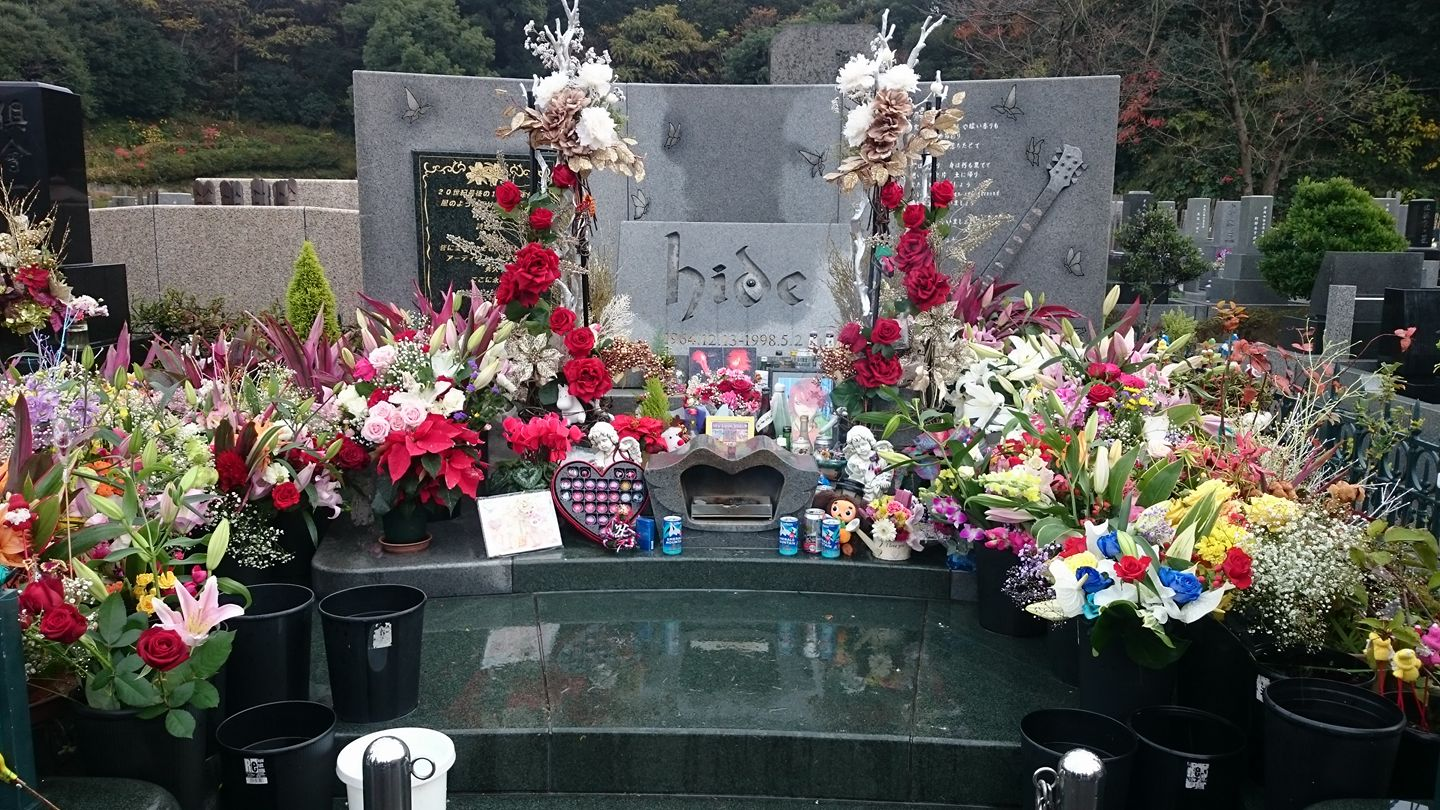
Grób hide po prawej stronie nagrobka, nad gitarą, można przeczytać słowa jego piosenki „Hurry Go Round”

Policyjne śledztwo nie wykazało śladów włamania. Dochodzenie umorzono, a śmierć gitarzysty uznano za samobójstwo, o czym poinformowano media. Jednak jego rodzina i przyjaciele upierali się, że był to wypadek, ponieważ nie pozostawiono listu pożegnalnego. Taiji w swojej autobiografii uważa, że w noc śmierci hide, gitarzysta mógł wykonywać technikę łagodzenia bólu pleców i szyi spowodowanego ciągłym używaniem paska gitarowego.. Technika ta była praktykowana przez członków X Japan podczas ich tras koncertowych i wymagała użycia ręcznika i klamki. Według Taijiego, hide mógł zasnąć pod wpływem upojenia alkoholowego, przez co udusił się.
Został pochowany na cmentarzu w mieście Miura w prefekturze Kanagawa, gdzie odbyło się buddyjskie nabożeństwo żałobne. Około 50 000 osób wzięło udział w jego pogrzebie 7 maja w świątyni Tsukiji Hongan-ji, gdzie 56 osób zostało hospitalizowanych, a 197 otrzymało pierwszą pomoc medyczną z powodu wyczerpania emocjonalnego i upału. W ciągu tygodnia pięć japońskich nastolatek próbowało popełnić naśladowcze samobójstwo, z których trzem się to udało.

### Muzeum
W 2000 roku Hitoshi Matsumoto, młodszy brat hide, ujawnił plany budowy muzeum w swoim rodzinnym mieście, które zostało otwarte 20 listopada 2000 roku i pierwotnie miało działać przez trzy lata, jednak wydłużono czas o kolejne dwa lata, zanim zostało zamknięte 25 września 2005 roku. Szacuje się, że muzeum odwiedziło 400 000 osób.

## Dyskografia

### Solo/ze Spread Beaver
Albumy
- Hide Your Face (23 lutego 1994)
- Psyence (2 września 1996)
- Ja, Zoo (21 listopada 1998)

Single
- „Eyes Love You” (5 sierpnia 1993)
- „50% & 50%” (5 sierpnia 1993)
- „Dice” (21 stycznia 1994)
- „TELL ME” (24 marca 1994)
- „Misery” (24 czerwca 1996)
- „Beauty & Stupid” (12 sierpnia 1996)
- „Hi-Ho”/„Good Bye” (18 grudnia 1996)
- „Rocket Dive” (28 stycznia 1998)
- „Pink Spider” (13 maja 1998)
- „Ever Free” (27 maja 1998)
- „Hurry Go Round” (21 października 1998)
- „In Motion” (10 lipca 2002)

Albumy koncertowe
- Psyence a Go Go (19 marca 2008)
- Hide Our Psychommunity (23 kwietnia 2008)

Kompilacje
- Tune Up (21 czerwca 1997)
- Tribute Spirits (1 maja 1999)
- Best: Psychommunity (2 marca 2000)
- Psy Clone (22 maja 2002)
- Singles – Junk Story (24 lipca 2002)
- King of Psyborg Rock Star (28 kwietnia 2004)
- We love hide (2 maja 2009)